# Skjoldenæsdysse 3
Der Skjoldenæsdysse 3 war eine mögliche megalithische Grabanlage der jungsteinzeitlichen Nordgruppe der Trichterbecherkultur im Kirchspiel Ferslev in der dänischen Kommune Frederikssund. Er wurde im 19. oder frühen 20. Jahrhundert zerstört.

## Lage
Das Grab lag nördlich von Vellerup Sommerby bei Skallehage. Nur wenig südlich lagen die zerstörten Großsteingräber Skjoldenæsdysse 1 und Skjoldenæsdysse 2. In der näheren Umgebung gibt bzw. gab es zahlreiche weitere megalithische Grabanlagen.

## Forschungsgeschichte
Die Anlage wurde 1809 unter Schutz gestellt. Im Jahr 1873 führten Mitarbeiter des Dänischen Nationalmuseums eine Dokumentation der Fundstelle durch. Irgendwann später scheint die Anlage vollständig abgetragen worden zu sein.

## Beschreibung
Die Anlage bestand aus einem ovalen Steinkranz. Die Steine standen in recht unterschiedlichen Abständen zueinander. Das nordnordwestliche Ende der Steinsetzung ließ sich nicht sicher bestimmen. Innerhalb der Steine konnte keine Hügelschüttung mehr festgestellt werden. Nach einem Bericht von 1809 soll der Steinkreis zwei große, halb im Boden versunkene Steine umschlossen haben, vielleicht der Rest einer Grabkammer.